# Николо-Бавыкинский монастырь
Николо-Бавыкинский монастырь — православный мужской монастырь Скопинской епархии, расположенный в посёлке Заря Свободы Сараевского района Рязанской области.

## История
В 1879 году крестьянка села Белоречье Елена Николаевна Сазонова приобрела у местного владельца А. Ф. Ханыкова участок земли в Бавыкинской пустоши, близ церкви села Больших Можар Сапожковского уезда Рязанской губернии, где построила двухэтажный корпус для богадельни с домовой церковью в честь Тихвинской иконы Божией Матери.
В 1883 году жена подпоручика Софья Ханыкова и попечитель богадельни сапожковский купец Алексей Шульгин пожертвовали богадельне значительное недвижимое имущество для устройства женской монашеской общины. По ходатайству Ханыковой Святейший синод в 1888 году учредил Никольскую общину с закреплением за ней пожертвованных 530 десятин 727 квадратных сажен земли в Бавыкинской пустоши. С 1888 по 1893 годы были построены деревянный храм, восемь зданий для насельниц, дом для священника и три дома для паломников, а также ряд хозяйственных построек. Число насельниц составило 100 человек.
Решением Святейшего синода от 25 августа — 5 сентября 1893 года община была преобразована в Николо-Бавыкинский женский общежительный монастырь.
Закрыт в 1919 году. С 1919 по 1996 год на территории монастыря последовательно располагались: учительская семинария, пионерский лагерь, начальная школа, детский сад, спецшкола для детей-инвалидов, школа краснодеревщиков, курсы механизаторов, сельскохозяйственный техникум, пункт военных сборов. В результате Никольский собор, Тихвинская церковь, трапезный храм преподобных Сергия и Никона Радонежских были разрушены, монастырское кладбище разорено, склепы некрополя уничтожены.
12 февраля 2007 года игумен Гурий (Покровский) начал восстановление Николо-Бавыкинского монастыря, от которого сохранились лишь стены полуразрушенных зданий келейных корпусов и трапезного храма, а также обветшавшая и утратившая купол колокольня. 13 июня 2007 года состоялось малое освящение восстановленной Тихвинской церкви.
7 сентября 2007 года решением Священного Синода монастырь был возрожден как мужской. Получив официальную регистрацию 24 апреля 2008 года.